# Saltador de toro cretense

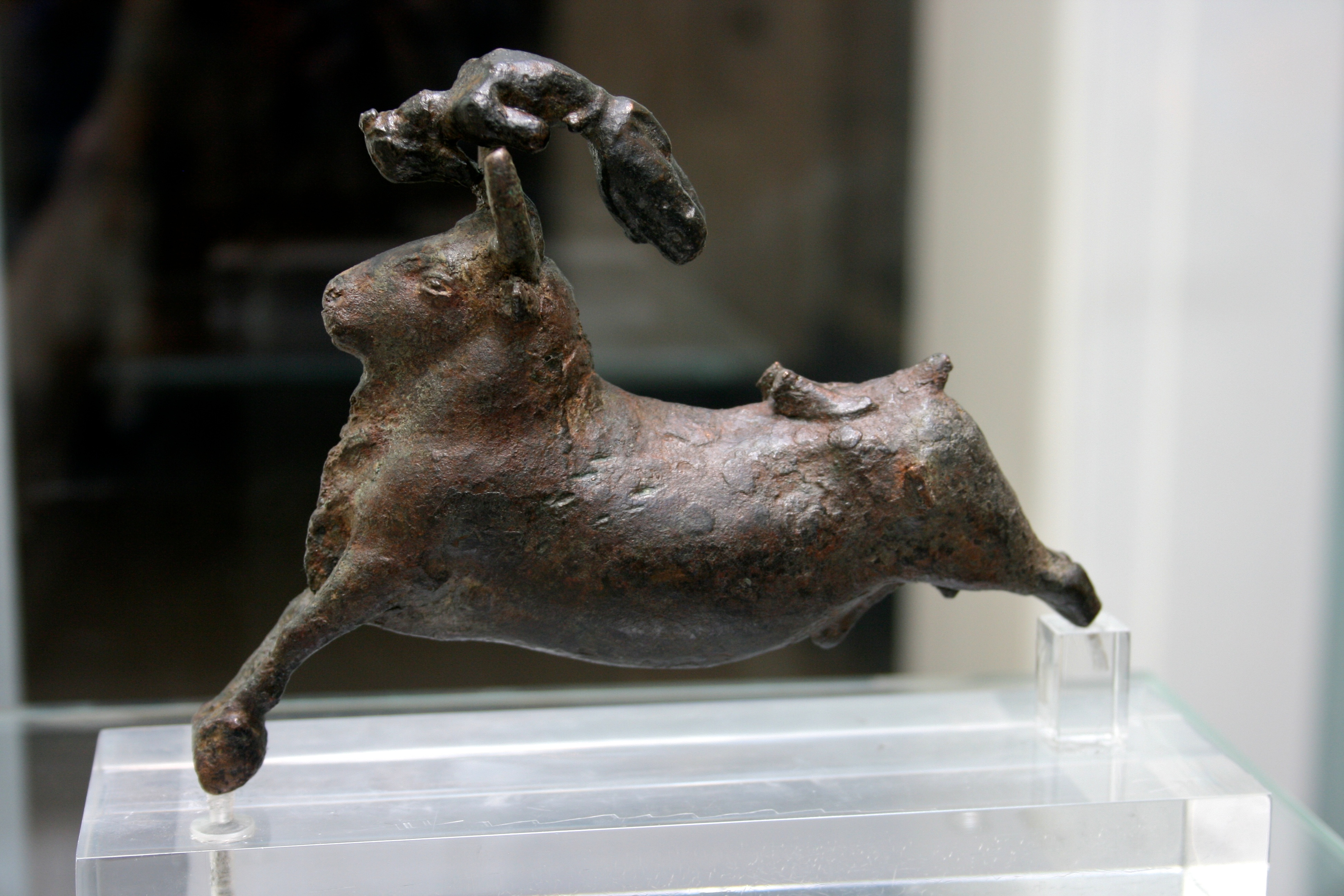
Grupo de bronce de un toro y acróbata, perfil.

El saltador de toro minoico es un grupo de bronce de un toro y un saltador en el Museo Británico. Es la única escultura de tres dimensiones conocida que está entera y que representa un saltador de toro minoico. Aunque saltar sobre un toro es algo que ocurría en Creta en esta época, el salto representado es prácticamente imposible de ejecutar y se ha especulado por lo tanto sobre si la escultura podría ser una representación exagerada. Esta especulación ha sido sostenida por los testimonios de saltadores actuales de Francia y España.

## Descripción

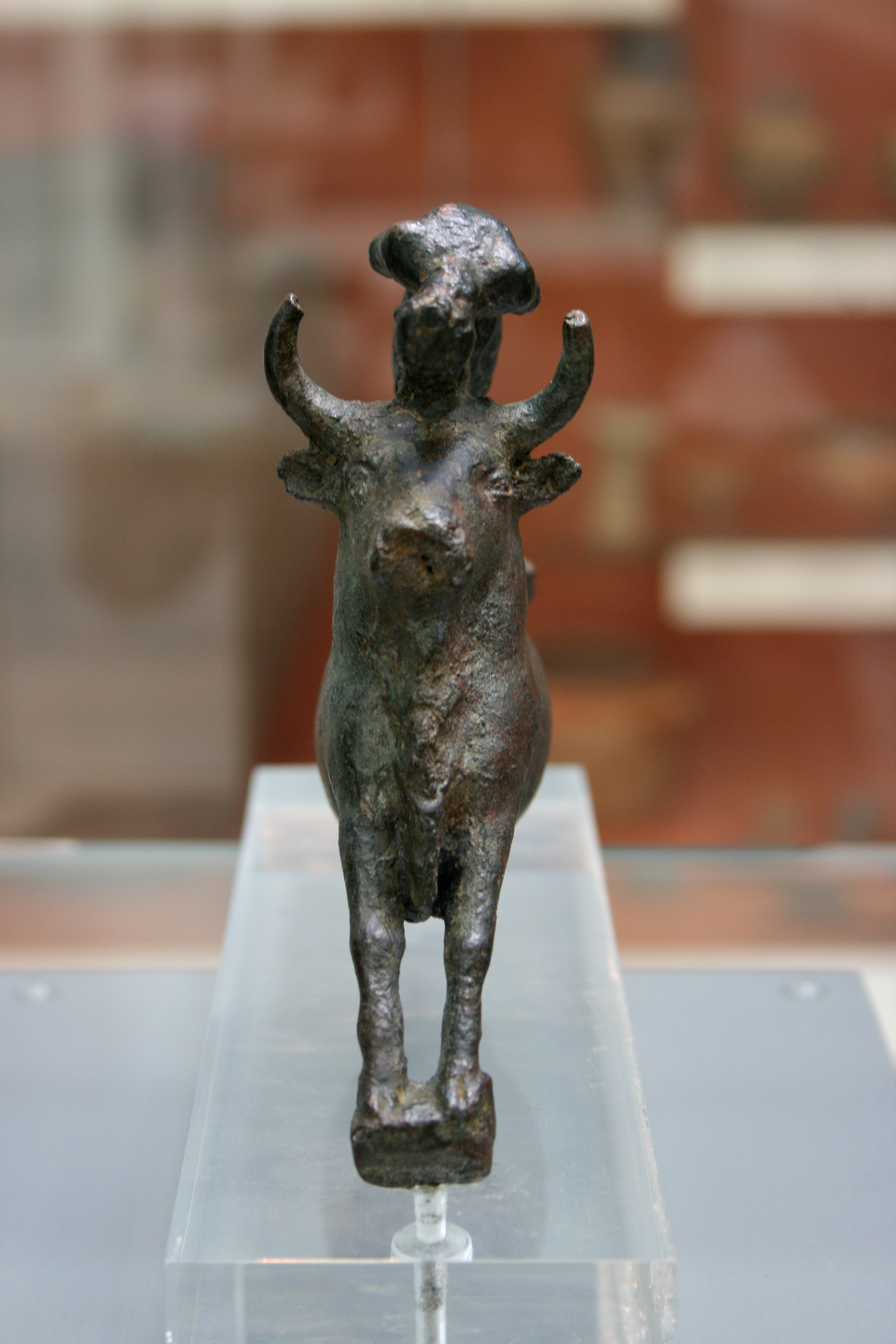
El saltador de toro minoico visto de frente.

El grupo fue moldeado en un solo molde usando la técnica de cera perdida. La homogeneidad del grupo quedó demostrada al analizar la composición del bronce del toro y saltador: ambas contienen sobre 96% de cobre y 1,5% de estaño, con un 1% de zinc. La pequeña cantidad de estaño en la aleación dificultarían que el bronce llenara el molde, lo que da como resultado perder las piernas inferiores del saltador, y probablemente los brazos. Estilísticamente, el grupo es coherente, puesto que la espalda arqueada del saltador releja la postura del vuelo al galope del toro.